# 白背鹅掌柴
白背鹅掌柴（学名：Schefflera hypoleuca）是五加科鹅掌柴属的植物，白背鹅掌柴具有毒性。其分布在印度和缅甸以及中国大陆的云南等地，中国约有22属160种左右，其生长于海拔1,300米的地区，一般生于密林中，目前尚未由人工引种栽培。

## 异名
- Schefflera hypoleuca (Kurz) Harms var. hypochlorum Dunn ex Feng et Y. R. Li